# Richard Blasius Matzig
Richard Blasius Matzig (* 24. Juli 1904; † 27. April 1951) war ein Schweizer Literaturwissenschaftler und Schriftsteller.

## Leben
Nach der Promotion zum Dr. phil. an der Universität Freiburg im Üechtland 1933 wurde er 1949 in Bern Privatdozent für Neuere deutsche Literatur. Er war Lehrer an der Kantonsschule St. Gallen.

## Schriften (Auswahl)
- Der Dichter und die Zeitstimmung. Betrachtungen über Hermann Hesses Steppenwolf. St. Gallen 1944
- Hermann Hesse. Studien zu Werk und Innenwelt des Dichters. Stuttgart 1949, OCLC 879044836.
- Träume vom Magnolienbaum. Ein Tessiner Skizzenbuch. Zürich 1954, OCLC 219815749.
- Die Gedichte. St. Gallen 1961, OCLC 36277014.
- Notturno. Eine neuzeitliche Harlekinade für die Marionetten von Ascona. St. Gallen 1964, OCLC 717367954.